# Аберфорд
Аберфорд — село та цивільна парафія на східній околиці столичного району міста Лідс у Йоркширі, Велика Британія. За даними перепису 2001 року населення міста становило 1059 осіб, за даними перепису 2011 року воно зросло до 1180 осіб.  Він розташований за 15 км., на схід, північний схід від центру міста Лідс у районі поштового індексу LS25 Лідс.

## Етимологія
Назва «Аберфорд» походить від давньоанглійського жіночого імені Ēadburg і ford, що тоді, як і зараз, означало «брод». Назва означала «брід Едбурга». Це свідчить про колись стратегічне значення поселення. Назва була записана як Ædburford у 1176 році та Ædburgford у 1177 році, Ebberford у 13 столітті та Aberford з 1208 року.

## Історія
Аберфорд був місцем, де стародавня Велика Північна дорога перетинала річку Кок (тепер її обсяг зменшився як Кок-Бек). Аберфорд був проміжним пунктом між Лондоном і Единбургом, відстань приблизно в 320 км., відстані від кожного міста до будівництва об’їзної дороги A1(M), що починається в Гук-Мур. На північному березі річки для захисту переправи були споруджені земляні укріплення Аберфорд Дайкс. Закопані залишки римського форту були знайдені під Aberford House. Нинішній міст датується 18 століттям.

## Галерея

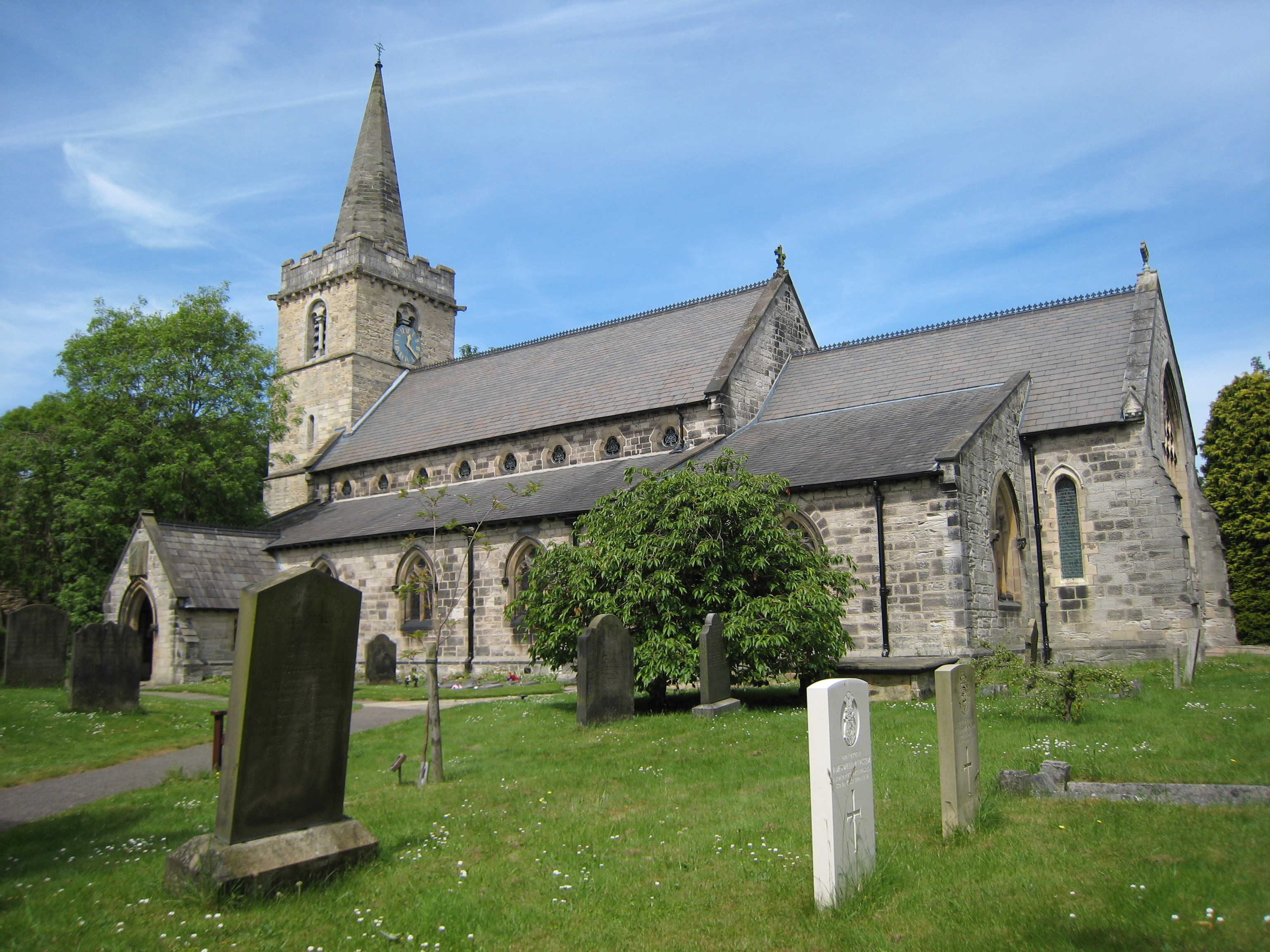
Церква Святого Рікарія
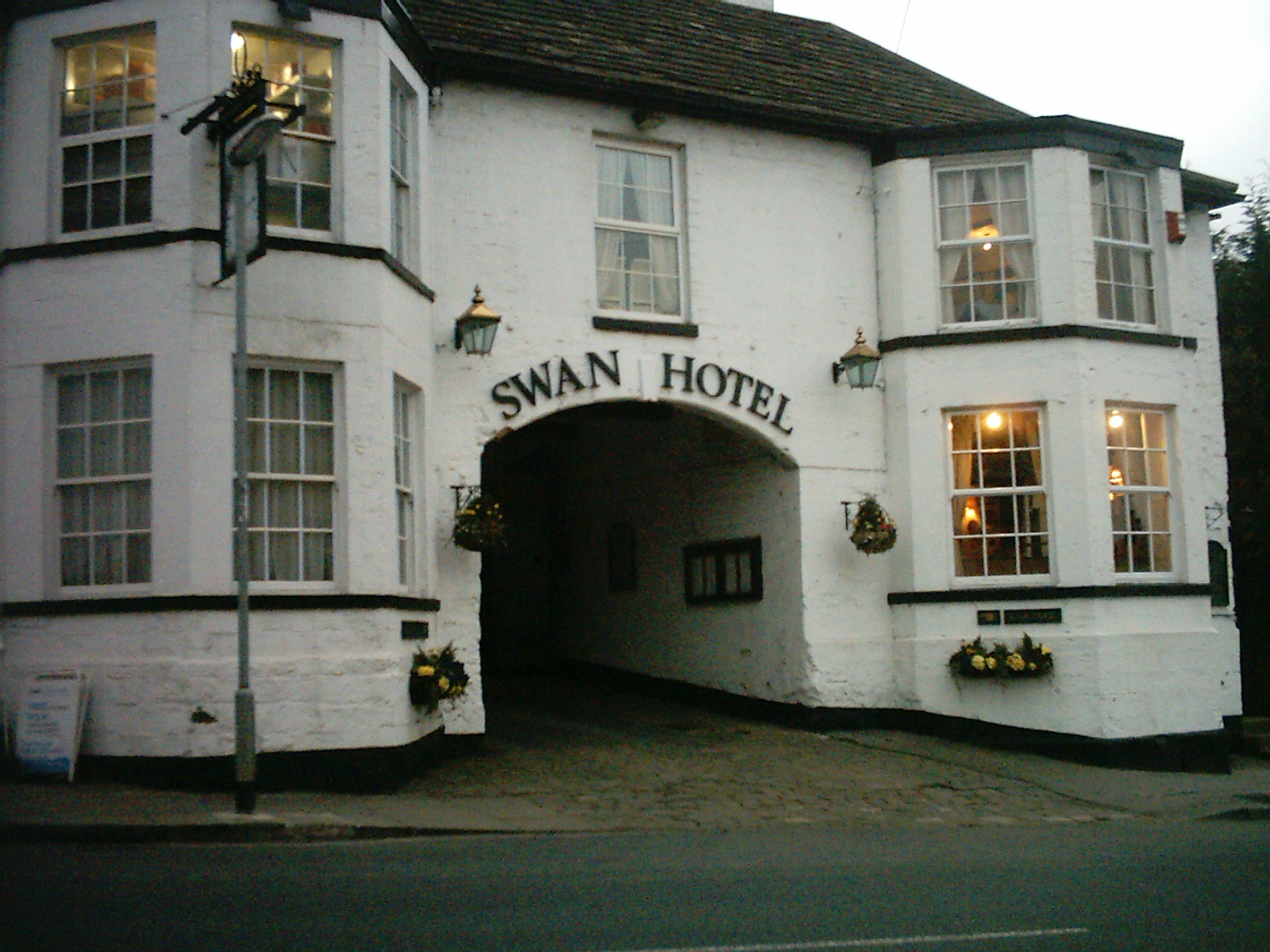
Лебідь колишній громадський будинок
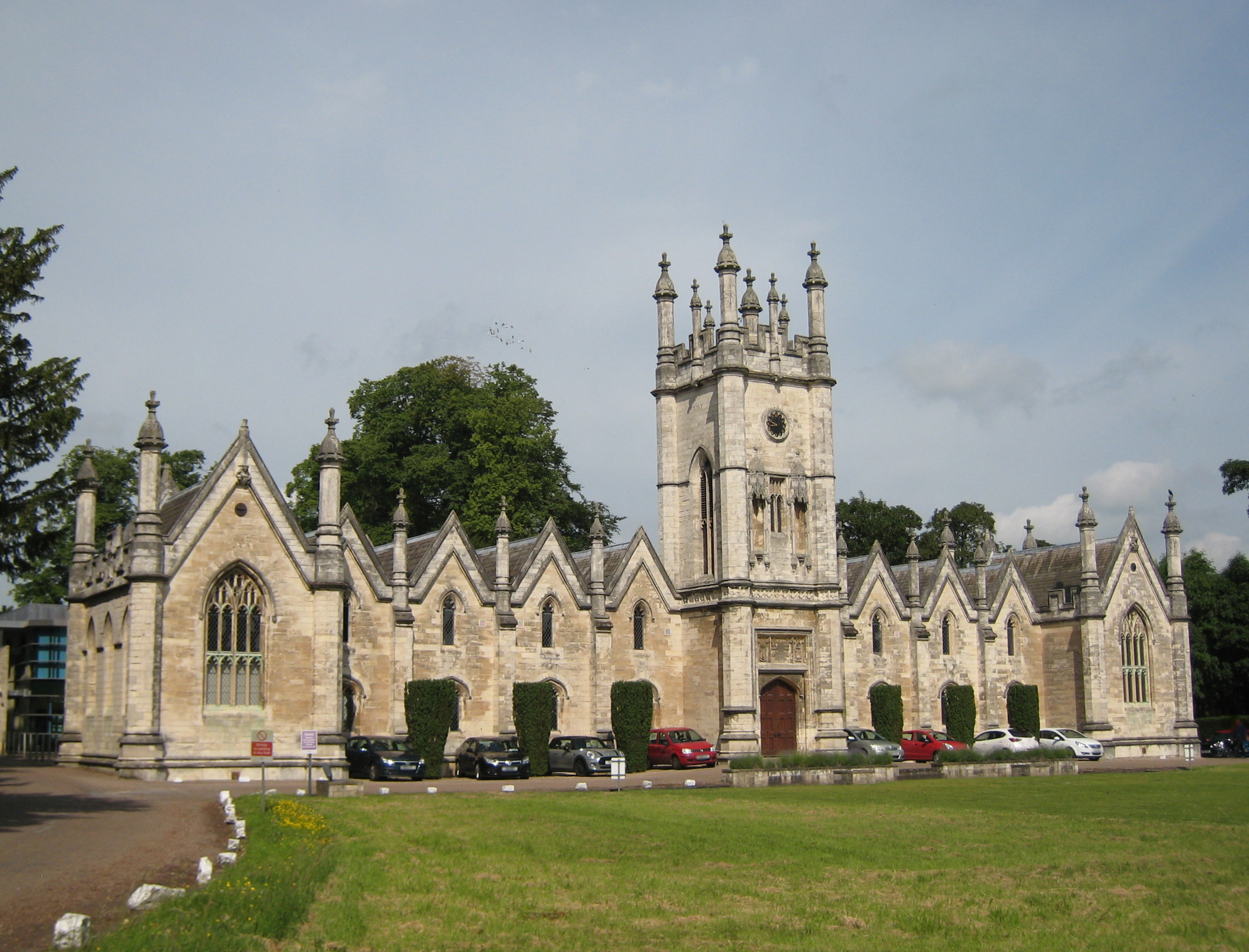
Богадільні Гаскойна
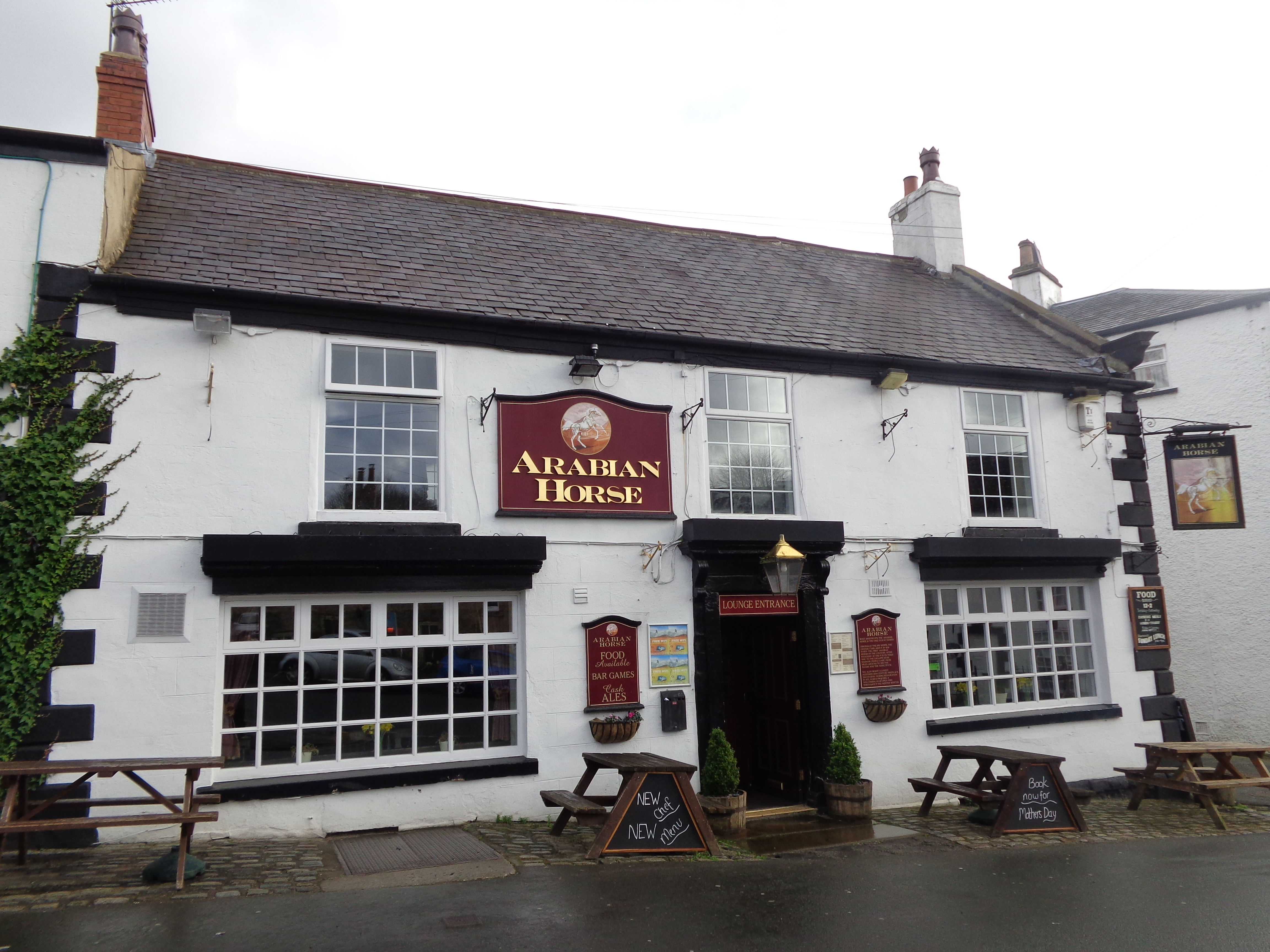
Паблік «Арабський кінь».
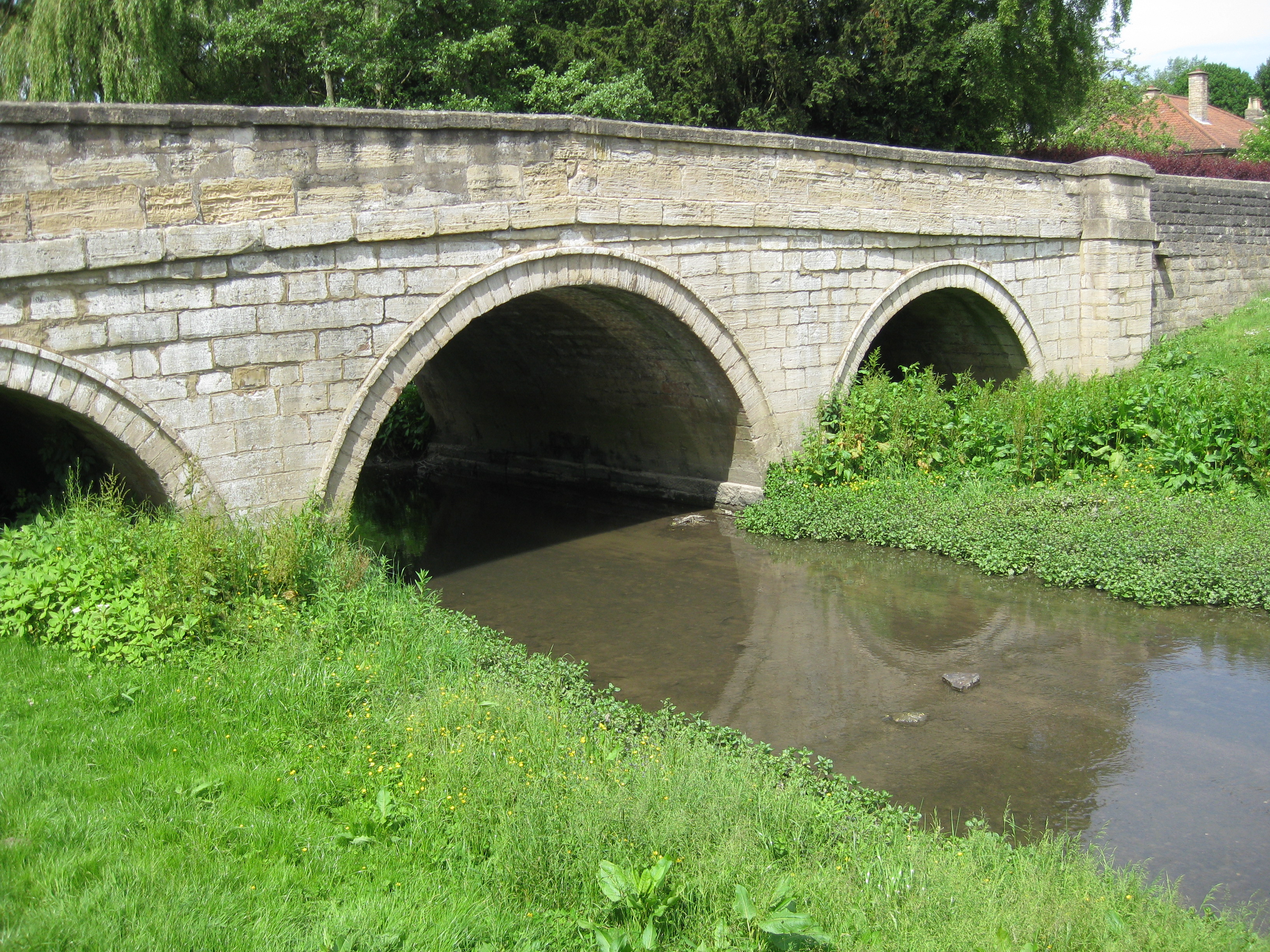
Аберфордський міст через Кок Бек. Арки показують колишню ширину
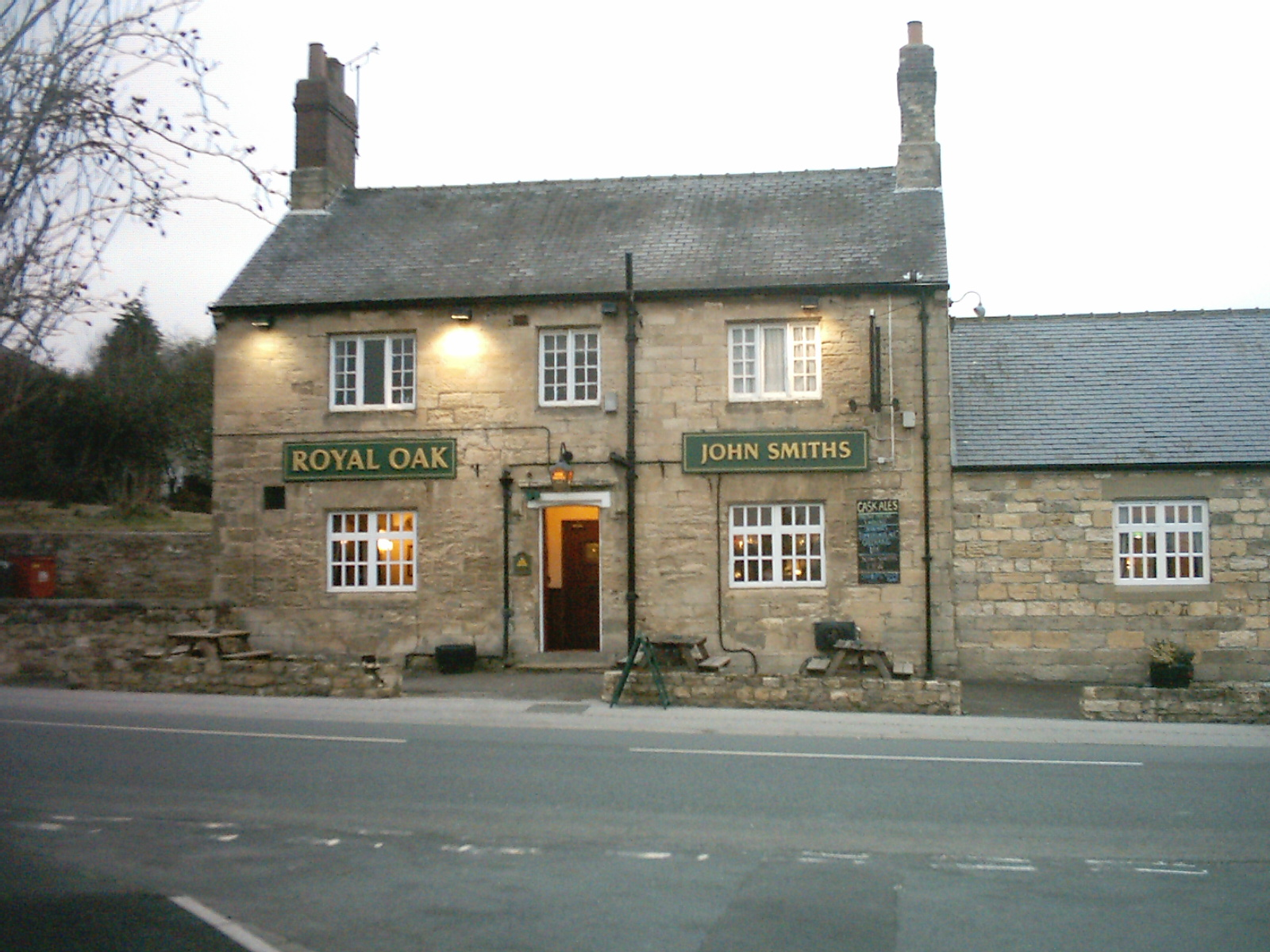
Королівський дуб колишній громадський будинок